# Open Services for Lifecycle Collaboration
Open Services for Lifecycle Collaboration (OSLC) ist eine offene Initiative, die 2008 ins Leben gerufen wurde, um Spezifikationen für die Integration von Werkzeugen auszuarbeiten, mit denen Software entwickelt wird. Diese Initiative hat nach und nach Themen bearbeitet wie Application Lifecycle Management (ALM), Product-Lifecycle-Management (PLM), Betrieb von IT-Systemen und andere. Bei OSLC geht es darum, die Arbeit von Werkzeug-Anbietern und -Nutzern durch Standardisierung zu vereinfachen.

## Organisation
Die OSLC-Initiative ist seit Juni 2013 Mitglied von OASIS. Gemäß den Vorgaben von OASIS ist sie in verschiedene Technische Komitees (Technical Committee – TC) untergliedert. Jedes TC entwickelt Spezifikationen für einen bestimmten Bereich des Software-Lebenszyklus. Es gibt zum Beispiel TCs für Change and Configuration Management, Automation and Project Management for Contracted Delivery (Lieferanten-Management). Es gibt außerdem ein Kern-TC, das eine allen gemeinsame Spezifikation definiert, die dann von den speziellen TCs erweitert wird.

## Offene Spezifikationen
OSLC ist ein offener Standard, jeder kann an der Arbeit teilnehmen, z. B. in so genannten User Groups. Will man in einem Technischen Komitee mitarbeiten, muss man eine Vereinbarung über geistiges Eigentum unterschreiben. Die Spezifikationen unterliegen der Creative-Commons-Lizenz. Jeder kann Software entwickeln, die die Spezifikationen umsetzt. Es gibt Open-Source-Projekte, die eine OSLC-Referenzimplementierung und Testsuiten für verschiedene Programmiersprachen und Rahmenwerke entwickeln. Das Eclipse-Projekt Lyo ist eines dieser Projekte, das (in erster Linie für Java) ein SDK für Dienstnutzer und -erbringer entwickelt, außerdem Referenzimplementierungen, Beispiele und eine Testsuite.

## Stand
Die Initiative erhielt 2009 einen formelleren Status durch die Bildung der Arbeitsgruppe Change Management und die Teilnahme einzelner Mitarbeiter von Accenture, Eclipse Mylyn/Tasktop und IBM. Seither haben sich weitere Arbeitsgruppen zu anderen Bereichen des Lebenszyklus gebildet und es sind Mitarbeiter von ca. 30 verschiedenen Organisationen vertreten, darunter Oracle, Siemens, Northrop Grumman, Tieto und General Motors. Die IBM-Marke Cloud and Smarter Infrastructure beginnt ebenfalls, OSLC als Integrations-Technologie zu verwenden.

## Technik
Die OSLC-Spezifikationen bauen auf dem Resource Description Framework (RDF) des W3C, auf Linked Data und REST auf. Die Integration geschieht dadurch, dass Ressourcen sowie die Relationen zwischen ihnen jeweils einen Uniform Resource Identifier (URI) erhalten. Ein Beispiel ist: <Testfall #1> <überprüft> <Anforderung #2>.
OSLC-Ressourcen werden durch RDF-Properties definiert. Operationen auf Ressourcen werden über HTTP durchgeführt. OSLC spezifiziert auch, wie man für einen Benutzer Vorschau, Erzeugung und Auswahl von Links zur Verfügung stellt.